# Kedrostis lanuginosa
Kedrostis lanuginosa är en gurkväxtart som beskrevs av Keraudr. Kedrostis lanuginosa ingår i släktet Kedrostis och familjen gurkväxter. Inga underarter finns listade i Catalogue of Life.